# Hamato Yoshi
Hamato Yoshi is een personage uit de Teenage Mutant Ninja Turtles franchise. In alle incarnaties was hij een grootse en eervolle ninja wiens verhaal en geschiedenis altijd nauw verbonden zijn met die van Splinter. Tevens is hij vrijwel altijd al overleden of op een andere manier afwezig gedurende het verhaal. Wel wordt zijn aanwezigheid vaak gevoeld.

## Strips
In de originele stripboekversie was Hamato Yoshi een hooggeplaatst lid van de Foot Clan in Japan. Hij bezat ook een rat genaamd Splinter, die zonder dat Yoshi het merkte zijn trainingsbewegingen nadeed en zo ook ninjitsu leerde.
Hamato was verliefd op een vrouw genaamd Tang Shen. Hij was echter niet de enige: Oroku Nagi was ook verliefd op haar en was jaloers op Hamato. Toen Shen hem afwees werd Nagi razend en Yoshi was gedwongen hem te doden om Shen te beschermen. Hij werd onteerd voor het doden van een mede clanlid en werd verbannen uit de clan. Hij vluchtte naar de Verenigde Staten samen met Shen en Splinter. Jaren later werd hij echter opgezocht door Nagi’s broer, Oroku Saki, die hem en Shen vermoordde om Nagi te wreken. Alleen Splinter ontsnapte hieraan, die na zijn mutatie de Turtles trainde.

## Eerste animatieserie & TMNT Adventures
In de eerste animatieserie en de hierop gebaseerde stripserie waren Hamato Yoshi en Splinter een en dezelfde.
Hamato Yoshi was in deze continuïteit eveneens een lid van de Foot Clan, die door Oroku Saki een poging tot moord op hun sensei in de schoenen kreeg geschoven. Dit dwong Yoshi naar New York te vluchten, alwaar hij in de riolen moest gaan wonen. Jaren later kwam Saki naar New York en probeerde Yoshi voorgoed te uit te schakelen met een mutageen, waarvan hij dacht dat het een dodelijk gif was. Dit mutageen muteerde Yoshi echter tot een antropomorfe rat (en de vier schildpadden die bij hem waren tot de Turtles). Hierna nam hij de naam Splinter aan. Volgens de strips kreeg hij deze naam van de Turtles voor de manier waarop hij zijn vijanden “versplinterde”, volgens de serie kreeg hij de naam omdat hij houten planken tot splinters kon breken.

## Films
Yoshi’s achtergrondverhaal in de eerste van de vier TMNT-films is vrijwel identiek aan dat in de strips, behalve dat Oroku Nagi niet voorkwam in deze versie van het verhaal. In plaats daarvan waren Oroku Saki en Yoshi rivalen. De twee zouden duelleren tot de dood om de hand Tang Shen. In plaats van te moeten vluchten voor de moord op een Clan Lid, besloot Yoshi op advies van Shen naar de Verenigde Staten te vluchten. Saki zwoer wraak en zocht jarenlang naar Yoshi. Hij vond hem in New York en doodde zowel hem als Shen.

## Tweede animatieserie
In de tweede animatieserie werd Hamato Yoshi’s achtergrondverhaal wederom veranderd. Hierin was hij geen lid van de Foot Clan. Zijn volledige oorsprong werd voor het eerst beschreven in de aflevering "Tale of Master Yoshi" uit het vierde seizoen.
Hamato Yoshi was een wees die lang geleden samen met zijn vriend, Yukio Mashimi, rondzwierf in de straten van het Japan van de jaren 60. Toen Yoshi een 5 yen muntje teruggaf dat de Ancient One, beloonde deze de twee voor hun eerlijkheid door ze op te voeden als zijn zonen. Hij leerde hun de vechtkunst ninjitsu. De jongens groeiden op in het huis van de Ancient One. Ze werden echter tegelijk verliefd op hetzelfde meisje: Tan gShen, ook een wees opgevoed door de Ancient One. Tang was tevens de eerste eigenaar van Splinter.
Op een nacht waren Yoshi, Shen en Mashimi getuige van hoe een man werd aangevallen door vier ninja’s. Ze kwamen hem te hulp. De man was niemand minder dan de Utrom Mortu, en de ninja’s waren leden van de Foot Clan. Onder de indruk van hun vechtkunsten bood hij ze aan om Guardians te worden, mensen die door de Utroms in vertrouwen waren genomen als hun beschermers. Beide accepteerden dit.
Als een Guardian werd Yoshi steeds verder gepromoot tot hij zelfs de hoogste rang had bereikt. Maar Mashimi leek niet verder te komen dan rang 1. Dit maakte hem jaloers op Yoshi. In zijn woedde vermoordde hij Tan Shen en verraadde de Utroms aan Shredder. Mashimi werd zelf lid van de Foot en leidde de aanval op het gebouw waar de Utroms zich schuilhielden. Yoshi en de Utroms konden echter ontkomen. Yoshi bleef nog even achter om Mashimi te confronteren en te vermoorden voor zijn verraad.
Met hun hoofdkwartier in Tokio vernietigd verhuisden de Utroms naar New York. Yoshi ging met hen mee, samen met Tang Shens huisdierrat. Hij was het die de rat Splinter noemde, om zichzelf te herinneren aan de splinters van haat en woedde die maakten dat hij Mashimi doodde.
De Shredder ontdekte uiteindelijk dat de Utroms in New York waren. Met zijn Foot Ninja’s viel hij Yoshi aan in zijn eigen huis om hem te dwingen de schuilplaats van de Utroms te onthullen. Yoshi stierf nog liever dan te praten. Na Yoshi’s dood vluchtte Splinter de riolen in, alwaar hij en vier schildpadden door een vreemd mutageen dat de Utroms hadden verloren werden gemuteerd tot antropomorfe vormen.
In het vijfde “verloren” seizoen bleek dat Yoshi en de Ancient One hadden geprobeerd hulp te krijgen van het Ninja Tribunaal om de Shredder te bevechten. Zij weigerden echter, daar de Shredder waar Yoshi tegen vocht niet de “echte” Shredder was, maar gewoon een Utrom die Shredders identiteit had gestolen.
Yoshi was een voormalige Battle Nexus-kampioen. Een standbeeld van hem staat dan ook in de hal der kampioenen van de Nexus. Voordat de Utroms de Aarde verlieten, gaven de Utrom Splinter een bol die een hologram van Yoshi bevatte.
In de finale van het verloren seizoen verscheen de geest van Yoshi die de “ware” Shredder versloeg.